# Полой (приток Енисея)
Полой (Большой Полой) — река в Туруханском районе Красноярского края, левый приток Енисея.
Длина реки — 92 км, площадь водосборного бассейна — 790 км². Исток находится в урочище Никоновская тундра, с озёрной системе, носящей название Полойские озёра, на высоте 55 м. Впадает в Енисей у нежилого посёлка Полой, на высоте 2 м, в 792 км от устья.

## Притоки
- Киселевский[4] — в 2 км по левому берегу (по данным ГВР — река без названия, длиной 16 км[5]);
- Акуловский[6] — в 6 км по левому берегу (по данным ГВР — река без названия, длиной 12 км[7]);
- Извилистая[6] — в 10 км по правому берегу (по данным ГВР — река без названия, длиной 19 км[8]);
- Ермаковская[6] — в 43 км по правому берегу (по данным ГВР — река без названия, длиной 23 км[9]);
- Тихая[6] — в 64 км по левому берегу (по данным ГВР — река без названия, длиной 13 км[10]).

По данным государственного водного реестра России, Полой относится к Енисейскому бассейновому округу. Код водного объекта — 17010800212116100103030.